# Lena Liljeborg
Lena Liljeborg, född 8 september 1957 i Arboga, är en svensk journalist och programledare. Hon har bland annat varit programledare för Mitt i naturen och Nova. Liljeborg är numera reporter på Östnytt. Hon är bosatt i Norrköping. 

## Biografi
Lena Liljeborg läste biologi vid Linköpings universitet. 1985, i samband med examensarbetet som handlade om sälar på västkusten, blev hon erbjuden ett jobb på radioprogrammet Natur och miljö i Sveriges Radio. Efter det har hon fortsatt att jobba med media.
TV kom hon i kontakt med 1988 i samband med att hon gjorde inhopp i Vi i femman i SVT där hon ställde naturfrågor till de tävlande. Senare blev hon även programledare för programmet.
1989 tog hon tillsammans med Jan Danielsson över programledarskapet i TV-programmet Mitt i naturen. Fram till 1997 var hon med och ledde programmet. Senare var hon även programledare för programmet Naturens eko tillsammans med Henrik Ekman.
1990 var Liljeborg med och startade radioprogrammet Naturmorgon i P1.
Hon har även varit programledare i Otroligt antikt och berättarröst i Engelska trädgårdar i SVT.
1992 var Lena Liljeborg värd för Sommar i P1.
När Kunskapskanalen startade 2004 var hon med som reporter och senare även programledare för Mera vetenskap i kanalen. Från 1999 var Lena programledare vetenskapsmagasinet Nova. Programmet producerades vid den tiden i Norrköping.
2008 lade dock SVT ner all programproduktion i Norrköping. Kvar blev endast Östnytt och Liljeborg började där som reporter och nyhetsankare.

### Pionjär
Lena Liljeborg var pionjär i svensk media då hon var den första kvinnliga programledaren för naturprogram både i radio och TV.

## Utmärkelser och priser
1996 tilldelades Liljeborg Hylandpriset för årets populäraste TV-person i Sverige.